# Collet de Roi
El Collet de Roi és un coll a 2.357,8 m d'altitud situat en el terme municipal de Sarroca de Bellera (antic terme de Benés, de l'Alta Ribagorça), del Pallars Jussà.
Està situat al vessant de ponent del Pic de Llena, a l'extrem oest de la Serra des Tres Pessons, a la zona septentrional del terme municipal de Sarroca de Bellera. És al damunt del Canal Maior i al sud-est de les Paletes de l'Orri Vell. És en un coster, per on passava el vell camí